# كتيبان
كتيبان منطقة في ريف قضاء شط العرب في شرق محافظة البصرة مطلة على شرق شاطئ شط العرب جنوب العراق، البعد 5 كيلومترات بينها وبين مركز مدينة البصرة،
ومن جنوب القرنة يبدأ مجرى قناة كتيبان الإروائية التي تعبر إلى غرب شط العرب ثم تجري بمحاذاة الشط إلى الفاو، البعد 128 كيلومتراً بين الخليج العربي شمالاً ومنطقة كتيبان جنوباً، كتيبان في مقاطعتين، مقاطعة كتيبان رقم 30 ومقاطعة كتيبان رقم 23.

## تاريخها
قال إبراهيم السامرائي في كتابه (العربية بين أمسها وحاضرها) "قُتيبان: لقتيبة بن مسلم، أقولُ: ولعلّ (كتيبان) بالكاف المعروف في خطط البصرة الحديثة في عصرنا هو الاسم التاريخي، وقد يتحول إلى (چتيبان) چ"، قال إبراهيم الحيدري في كتابه عنوان المجد المكتوب سنة 1286 هـ "وحدّ البساتين شرقاً فهو من اكتيبان"، كانت مقاطعة كتيبان تابعة لعشيرة المنتفق في إيالة البصرة، اتخذها سعدون شيخُ المنتفق مقراً لإمارته، وقال ماكس أوبنهايم في رحلتة إلى ديار شمّر وبلاد شمال الجزيرة سنة 1893 "كتيبان 3000 بيت، فلاحون بين القرنة والبصرة". وقال لويمر في دليل الخليج المطبوع سنة 1908م إن كتيبان "يبعد 15 ميلاً شمالي مدينة البصرة ويوجد جدول كبير وقرية يسكنها المحسين والعطب وعيدان والقطارنة".

## قناة مقترحة
في شط العرب لا تزال ملوحة الماء تزداد بسبب توغل ماء الخليج العربي فوق شط العرب حتى وصلت الملوحة إلى شمال مركز مدينة البصرة وبسبب نقص الماء المتدفق من شمال شط العرب، فوجد مسؤولون ومختصون عراقيون أهمية إقامة سدة تقطع توغل ماء الخليج العربي المالح نحو شمال شط العرب، واقترحوا عدة مواقع للسدة، ورأوا أن أحسنها في راس البيشة بشرط التوافق مع إيران، فإن لم يحدث توافق فالاختيار الثاني أن تكون السدة في كتيبان مقابلة لمنطقة الماجدية في ناحية كرمة علي.